# Anděl Páně (film)
Anděl Páně je česká filmová pohádková komedie režiséra Jiřího Stracha z roku 2005. Snímek kombinuje prvky lidové pohádky a vánoční hry. Film byl v kinech premiérově uveden 3. listopadu 2005. Televizní premiéra se odehrála na stanici ČT1 24. prosince 2006, kdy byl odvysílán jako štědrovečerní pohádka České televize.
V roce 2016 bylo do kin uvedeno pokračování Anděl Páně 2.

## Obsah
Na Nebi se den před Ježíškovými narozeninami probouzí anděl Petronel (Ivan Trojan). Běží na zkoušku andělského chóru, ze které ho sbormistryně – archanděl Gabriel (Gabriela Osvaldová) – vyhodí ven, protože zpívá falešně. Panna Maria (Klára Issová) ho pověří prvním úkolem – přinést z trouby plech s vánočním cukrovím – ale Petronel upadne a cukroví rozsype. Pán Bůh vidí tu pohromu a vezme si Petronela stranou. Petronel však sám sobě připadá bez vad a myslí si, že ostatní jen nevidí, jak je dobrý. Postěžuje si Pánu Bohu (Jiří Bartoška), že potřebuje, aby mu někdo dal nějakou příležitost ukázat, co v něm je. Bůh Petronela přijme s vlídností a příležitost mu skutečně nabídne. Rybář svatý Petr šel pro vánoční kapry a Petronel ho tedy může zastoupit u nebeské brány.
Tam se seznámí s čertem Uriášem (Jiří Dvořák), který má také u nebeské brány službu, je tam od toho, aby po zvážení svědomí každé nově příchozí duše odváděl ty hříšné do Pekla. Petronel posuzuje postupně tři duše. První příchozí duši, paní Vomáčkovou (Jana Hlaváčová), Petronel odsoudí k peklu za to, že se na Světě chovala jako drbna. Potom odsoudí k Peklu abatyši Magdalenu (Jiřina Jirásková) za to, že jako dítě kradla bonbóny a lhala. Třetí duší je dráb Lorenc (Stanislav Zindulka), tomu Petronel svědomí ani nezkoumá, ale ihned ho odsoudí k Peklu. Potom začne Petronel s Uriášem službu zanedbávat, před nebeskou branou se tvoří fronta duší čekajících na vstup, protože čert s andělem spolu hrají karty, a to až do příchodu pána Boha. Ten oba pokárá a vysvětlí Petronelovi, že Vomáčková i Magdalena vykonaly dostatek dobrého na to, aby jim drobné hříchy byly odpuštěny, a že dráb Lorenc nikdy nikomu neublížil. Petronel však namísto toho, aby litoval svých rozhodnutí, začne kritizovat Boha. Podle Petronela Bůh o svět málo dbá, a proto prý nikdo z lidí není zcela bez hříchu. Bůh vysvětluje, že nemůže hlídat každý lidský krok, ale Petronel dál mluví svou. Bůh tedy pokárá Petronela za to, že si dovoluje urážet Boha, a protože Petronel ani poté nepřestane, Bůh se rozhodne ho potrestat. Aby si Petronel sám zkusil, jak jsou lidé složití, je poslán na Svět v podobě žebravého mnicha a má za úkol během jednoho dne napravit alespoň jednoho hříšníka. Pokud se mu to nepodaří, přijde do Pekla mezi padlé anděly. Uriáš jde též s ním, neboť měl hlídat nezkušeného Petronela. K odměření dne Bůh spustí přesýpací hodiny a během filmu je na nich několikrát ukázáno, jak Petronelovi ubývá čas, což dává ději spád.
Mezitím se odehrává jiný příběh na Zemi. Zde na zámku pan správce panství (Oldřich Navrátil) s klíčnicí (Zuzana Stivínová mladší) a rychtářem (Josef Somr) okrádají hraběte Maxmiliána (David Švehlík), který se věnuje více hýření, kartám a vínu než svému vlastnímu panství. Mladé služebné Dorotce (Zuzana Kajnarová) se hrabě líbí. Když prozradí Petronelovi, který na hrad přijde jako žebrák, co by si hrabě, klíčnice i správce přáli, Petronel pomocí čertovy kouzelné mošny tato jejich tajná přání okamžitě splní. Domnívá se totiž, že se každý napraví, když získá po čem touží. Z hraběte se mžikem stane zarostlý, špinavý a otrhaný žebrák, klíčnici přisoudí velkou hromadu zlaťáků a panu správci panství krásnou mladou ženu. Leč dobrý úmysl se velmi záhy zcela zvrtne. Klíčnice se správcem se spolčí proti Dorotce, té podstrčí do její truhly ukradené stříbrné lžičky a peníze, obviní ji z krádeže, strčí do šatlavy a pohrozí jí veřejným zmrskáním na pranýři, mladý hrabě skončí také v šatlavě hned vedle Dorotky. Pan správce společně s rychtářem (Josef Somr) domluví Dorotčino osvobození a omilostnění pod podmínkou, že se za pana správce okamžitě provdá. Dorotka velmi nerada, protože si tajně myslí na Maxmiliána, svolí k sňatku se správcem jenom proto, aby o ní do smrti lidé neříkali, že je zlodějka.
Panna Maria Petronelovi zle vyčiní za to, co způsobil. Též mu vytkne, že používal Uriášovu čertovskou mošnu. Petronel si uvědomí, co udělal a rozhodne se vše napravit. To bylo důležité, neboť Petronel tím začne napravovat i sám sebe. Žádá o pomoc nebe a ne peklo. Nejprve se za pomoci svaté Barbory dostane k hraběti do vězení. Ten mu vyčte, co způsobil. Maxmilián si přeje být alespoň 30 mil daleko a Uriáš za pomoci mošny toto přání splní. Petronel se s ním pohádá, protože má už peklovských kouzel dost. Vydá se pouze s Maxmiliánem na hrad. Cestou za pomoci svaté Lucie uspíší noc, aby s Maxmiliánem trefili z lesa ven, sv. Pankráce, Serváce a Bonifáce poprosí, aby nechali zamrznout jezero, přes které následně přejdou. Pak svatého Martina poprosí o jeho koně Bělouška, protože už jsou vyčerpaní a hrozí, že svatbu Dorotky a správce nestihnou. Přijedou ve chvíli, kdy si dávají svatební polibek. Vzápětí se ukáže, že je oddal Uriáš, a jelikož je to čert, svatba není platná. Maxmilián vezme Dorotku a s andělem a čertem ji vezmou do kostela. Tam je chce Petronel oddat. Dorotka se ale bojí, aby ji lidé neměli za zlodějku, a žebráka si vzít nechce. Přizná, že má ráda Maxmiliána. Všichni ji přesvědčují, že žebrák je hrabě, ale Dorotka ho nadále nepoznává. Záběr na přesýpací hodiny ukazuje, že Petronelovi zbývá jen velmi málo času. Protože Petronelovi je líto, co způsobil a touží vše rozplést, půjčí si ještě jednou pekelnou mošnu, a to i přesto, že ho Uriáš upozorní, že tím podává ruku Peklu. Petronel za pomoci kouzelné mošny promění hraběte Maxmiliána zpět ze žebráka na krásně oblečeného mladého pána a šlechtice. Hrabě Maxmilián s Dorotkou se obejmou. Petronela těší, že vše napravil a že pomohl Dorotce s Maxmiliánem ke štěstí. Jeho vlastní osud se však zdá být zpečetěn – napravit hříšníka už asi nestihne.
Přesýpací hodiny se dosypou a Petronel s Uriášem zmizí. Petronel je však překvapen, že se neobjevil v Pekle, ale v Nebi. Zde se ptá Boha, proč je zpět v Nebi, když svůj úkol nesplnil. Bůh Petronelovi vysvětlí, že jednoho hříšníka přece napravil – totiž sám sebe. Udělal velký čin, když pro štěstí hraběte Maxmiliána a Dorotky riskoval vlastní osud, čímž si zaslouží i odpuštění menších hříchů v minulosti. Společně pak všichni oslavují Ježíškovy narozeniny na Štědrý den. Tři králové mu donesou dort. Pozemský příběh má otevřený konec, neboť není zcela zjevné, jestli si hrabě Maxmilián Dorotku vezme za ženu okamžitě, i jak vlastně skončí v rukou světské moci všichni zloději a hříšníci, zdali se někdy vůbec ještě napraví.

## Osoby a obsazení

### Nebeské postavy

#### Postavy společné oběma dílům
| Ivan Trojan                            | anděl Petronel    |
| Jiří Dvořák                            | čert Uriáš        |
| Jiří Bartoška                          | Pán Bůh           |
| Klára Issová                           | Panna Maria       |
| Jakub Konáš (v 2. díle Viktor Antonio) | Ježíšek           |
| Veronika Žilková                       | svatá Veronika    |
| Jiří Pecha                             | svatý Mikuláš     |
| Gabriela Osvaldová                     | archanděl Gabriel |
| dětský sbor Boni Pueri                 | andílci           |

#### Ostatní nebeské postavy
| Anna Geislerová    | svatá Anna                      |
| René Dubovský      | jeden ze svatých tří králů      |
| Girmah Tewolde     | jeden ze svatých tří králů      |
| Jin Wenjun         | jeden ze svatých tří králů      |
| Jana Hlaváčová     | duše Vomáčková rozená Kožíšková |
| Jiřina Jirásková   | duše abatyše Magdalena          |
| Stanislav Zindulka | duše dráb Lorenc                |

### Pozemské postavy
| Zuzana Kajnarová | služebná Dorotka        |
| David Švehlík    | hrabě Maxmilián         |
| Oldřich Navrátil | správce panství Metoděj |
| Zuzana Stivínová | panna klíčnice Francka  |
| Jana Štěpánková  | kuchařka Róza           |
| Oldřich Vlach    | sluha Josef             |
| Irena Šmídová    | sloužící                |
| Naďa Izakovičová | sloužící                |
| Petr Podrazil    | sloužící                |
| Martin Ešpandr   | sloužící                |
| Václav Tomšovský | sloužící                |
| Petr Hanuš       | sloužící                |
| Martin Hanuš     | sloužící                |
| Josef Somr       | rychtář                 |
| Martin Zahálka   | první dráb              |
| Otmar Brancuzský | druhý dráb              |
| Dana Hlaváčová   | trhovkyně               |
| Martin Šára      | halapartník             |

## Filmové lokace
Film se mimo jiné natáčel na hradech Kašperk, Křivoklát, Český Šternberk, u Černého jezera a v kostele svatého Mořice v Anníně.

## Muzikál
26. října 2023 měla premiéru muzikálová adaptace filmu v Hudebním divadle Karlín. Režie se ujal Martin Čičvák, hudbu a texty napsal Ondřej Gregor Brzobohatý.

### Obsazení
- Petronel: Ondřel Rychlý / Filip Hořejš
- Uriáš: Marek Lambora / Jan Sklenář
- Dorotka: Kateřina Marie Fialová / Kristýna Daňhelová / Ines Ben Ahmed
- Pán Bůh / Rychtář: Jiří Korn
- Hrabě: Roman Tomeš / Lukáš Janota
- Správce: Petr Vaněk / Viktor Javořík
- Klíčnice: Anna Fialová / Karolína Vágnerová
- Panna Marie: Veronika Khek Kubařová / Radka Coufalová
- Ježíšek: Filip Procházka / Tobiáš Skružný / Prokop Křenek